# Amina Zidani
Pour les articles homonymes, voir Zidani (homonymie).
Amina Zidani est une boxeuse française, née le 23 août 1993 à Villepinte, en Seine-Saint-Denis.

## Biographie
Native de Seine-Saint-Denis, Amina Zidani déménage au Havre avec sa famille à l'âge de 4 ans.
Après avoir pratiqué le karaté au cours de son enfance, Amina intègre une équipe de basket-ball où elle est frustrée de jouer les seconds rôles.
C’est par hasard, en visionnant un reportage sur le légendaire Mohamed Ali, qu'elle découvre qu'il a une fille, Laila Ali, qui est également boxeuse : « J'aimais sa façon d'être et son charisme », déclare-t-elle. Amina Zidani se lance donc la boxe anglaise féminine.

## Débuts sportifs
Amina Zidani débute la boxe anglaise tardivement, à 18 ans, en janvier 2012, dans le club du Havre : la Don’t Panik Team. Amina devient championne de France amateur en 2016 dans la catégorie des poids super-légers (moins de 64 kg), après seulement quatre années de pratique.
Ce titre lui permet d'être sélectionnée en équipe de France, et ainsi représenter la France lors des compétitions et des tournois internationaux. Les années suivantes, Amina remporte consécutivement 4 nouveaux titres de championne de France : en 2017, 2018, 2019 et 2020. Elle évolue en 2023 dans la catégorie olympique des poids plumes (moins de 57 kg).

### Olympiade 2020-2024
Depuis 2019, la réglementation du Comité international olympique permet aux boxeuses professionnelles de concourir aux Jeux olympiques. Amina passe professionnelle en avril 2021 afin de combiner boxe amateure et professionnelle. Elle remporte en juillet 2021 le titre de championne de France professionnelle des poids super-plumes lors de son deuxième combat professionnel,.
Aux Jeux européens 2023, le 28 juin 2023, elle se qualifie pour les épreuves de boxe aux Jeux olympiques d'été de 2024.

## Palmarès

### Amateur
Championne d'Europe 2023, (moins de 57 kg) lors des Jeux européens 2023 à Cracovie
 Médaillée de bronze aux Championnats du monde féminins de boxe amateur 2023 à New Delhi (moins de 57 kg)
 Médaillée de bronze aux Jeux méditerranéens de 2022 à Oran (moins de 60 kg)
 Championne de France 2020 (moins de 57 kg)
 Championne de France 2019 (moins de 60 kg)
 Championne de France 2018 (moins de 60 kg)
 Vice Championne du Monde Universitaire 2018 à Elista (moins de 60 kg)
 Championne de France 2017, (moins de 60 kg)
 Championne de France 2016 (moins de 64 kg)

### Professionnel
Championne WBA Inter-Continental 2023,, poids super-plumes, à Caen
 Championne WBC Francophone 2022 poids super-plumes,,,, au Havre
 Championne de France 2021 poids super-plumes,, à Agde

## Filmographie
En 2021, elle apparaît dans la série documentaire La Cour des Grandes,, produite par Vice TV et M6.
Cette série, composée de 3 épisodes de 22 minutes est réalisée par Anthony Pinelli et retrace son parcours sportif de quintuple championne de France de boxe anglaise.
La série est diffusée en juin 2021 sur la chaîne Vice TV.